# Patronato Pro Historia Peninsular de Yucatán
El Patronato Pro Historia Peninsular de Yucatán (ProHispen) es una asociación civil mexicana, de carácter cultural, sin fines de lucro, domiciliada en Mérida, Yucatán, orientada al propósito de rescatar, difundir y preservar el patrimonio histórico y cultural de la península de Yucatán.
El Patronato, que opera un centro cultural abierto al público en la ciudad de Mérida, Yucatán, forma parte de la Asociación Mexicana de Archivos y Bibliotecas Privados, A.C. (AMABPAC) de México.

## Creación
El 14 de noviembre de 1994 un grupo de ciudadanos interesados en rescatar, difundir y preservar el patrimonio histórico y cultural de la península de Yucatán integraron una asociación civil a la que denominaron Patronato Pro Historia Peninsular de Yucatán (Prohispen) para emprender la tarea. Encabezó el esfuerzo la señora Margarita Díaz Rubio de Ponce quien preside la asociación.
Prohispen inició su labor impartiendo cursos y conferencias sobre los diversos aspectos de la historia y la cultura peninsular tales como los episodios registrados durante la guerra de castas, la historia de Yucatán a la llegada de los españoles, las diferentes épocas de la cultura maya. También realizó diversos talleres de creación literaria. 

## Tareas emprendidas
Placas Conmemorativas
Para interesar a la sociedad yucatanense en su patrimonio arquitectónico y urbano y preservar determinados edificios públicos y privados, se implementó un programa de colocación de Placas Conmemorativas en los sitios donde vivieron personajes ilustres u ocurrieron hechos relevantes de la historia. Se han colocado 34 placas en las ciudades de Mérida e Izamal, y en las villas de Chemax, Hoctún y Chankom.
Reconocimiento a Empresas
Se incorporó un programa denominado Reconocimiento a Empresas que tienen 100 años o más de antigüedad y que permanecen en poder de la misma familia fundadora, como un aliciente para que la continuaran trabajando los descendientes. Hasta la presente fecha se han reconocido 10 empresas yucatecas que continúan laborando después de un siglo de existencia.
Concurso de poesía "José Díaz Bolio"
Para motivar e impulsar a los jóvenes valores en la poesía se estableció el Concurso de Poesía José Díaz Bolio, cuya primera edición inició en el año 2001 a nivel estatal, pero que se ha transformado en un concurso regional peninsular, que ya incluye a los estados vecinos de Quintana Roo y Campeche. Se han llevado a cabo 10 certámenes de poesía.
Premio de ensayo histórico "Ignacio Rubio Mañé"
Se instauró en 2007 para estimular investigación histórica. Está orientado a estudiantes e investigadores de los tres estados de la Península. Se han efectuado 3 certámenes de este orden.  
Nuevos valores en la música de concierto
A partir del mes de septiembre de 2011, Pro Historia Peninsular de Yucatán (Prohispen), implementó un programa denominado Nuevos Valores en la Música de Concierto en coordinación con la Escuela Superior de Artes de Yucatán  (Esay), para que los alumnos de la licenciatura en artes musicales tuviesen un foro donde presentar los avances obtenidos en su formación musical. 
Acervos
Para fomentar el rescate de material documental que constituya un acervo de información tanto para el público en general como para los especialistas e investigadores de las ciencias sociales tanto de Mérida, como de la península yucateca, de México y de otras partes del mundo se han constituido, entre otros fondos:
- Fondo Jorge Ignacio Rubio Mañé.- El primer fondo documental y bibliográfico con que contó fue el del historiador Jorge Ignacio Rubio Mañé, exdirector del Archivo General de la Nación y miembro de diversas academias de genealogía e historia de México, España y América Latina.

- Fondo José Díaz Bolio.- El segundo acervo que enriqueció a Prohispen fue el del escritor José Díaz Bolio, poeta, músico, periodista y antropólogo. Existe un archivo de imágenes, artículos periodísticos y libros del escritor.

- Fondo Renán Irigoyen Rosado.- Primer cronista vitalicio de la ciudad de Mérida, escritor y periodista con varios libros en su haber sobre la cultura maya, la fundación de la ciudad de Mérida y otros aspectos de la vida cotidiana de Yucatán.

- Fondo Felipe Escalante Ruz.- Exdirector de la Facultad de Química de la Universidad Autónoma de Yucatán y funcionario universitario. Está conformado por documentos periodísticos, ensayos y otros escritos de este yucateco.

- Fondo Raúl Rosado Espínola.- Fue técnico del radar del Aeropuerto Internacional de la ciudad de Mérida investigador que reunió una colección de documentos y fotografías sobre los 100 años de la Historia de la Aeronáutica en Yucatán, escribiendo al mismo tiempo cuatro libros acerca de la aviación peninsular.

- Fondo Nidia Esther Rosado Bacelis.- Fue educadora, periodista y escritora, pionera de la Educación Audiovisual en Yucatán, exdirectora de la Escuela Normal de Profesores Rodolfo Menéndez de la Peña, Medalla Yucatán en 1987. En este acervo se encuentran los 12 libros que escribió de varios géneros literarios.

- Mapoteca Prohispen.- Es una colección de 268 mapas y planos de la ciudad de Mérida, de edificios particulares,  de la Península de Yucatán, de América Central, del Mar Caribe, de Norteamérica, del Golfo de México y del globo terráqueo que van del año de 1500 al 2006.[4]

- Fondo Antonia Georgina Alemania Jiménez Trava.- Prohispen recibió en donación una colección de libros y reconocimientos que de quien fuera en vida la primera mujer en estudiar Derecho y graduarse de abogado en Yucatán.

## Biblioteca
La biblioteca del centro cultural contiene las colecciones particulares de tres escritores ilustres: Jorge Ignacio Rubio Mañé con 1,000 ejemplares, José Díaz Bolio con 500 volúmenes, Nidia Esther Rosado Bacelis con 850 libros, y la colección denominada Biblioteca Yucatanense, en proceso de integración, que cuenta con 1,000 obras literarias aproximadamente, con información sobre la cultura maya y la historia de la península de Yucatán a partir de la llegada de los españoles hasta la época actual.